# Теорија социјалног рада
Теорија социјалног рада се ослањала на психолошке, социолошке и филозофске теорије. Зато су на његов развој значајно утицале хуманистичке науке, као психологија, социологија, педагогија, психијатрија и др. Неопходно теоретско утемељење добија развојем сопствене научне теорије, која треба да буде комплементарна пракси из области социјалног рада с појединцем, групом и заједницом, као и да је у складу са моралним и филозофским основама сваке заједнице. Теорија обликује праксу анализом иновативних и применљивих истраживања и развојем нових перспектива које прате и осавремењавају праксу, чиме истовремено и пракса утиче на развој теорије.